# Pont-Saint-Mard
Pont-Saint-Mard település Franciaországban, Aisne megyében. Lakosainak száma 185 fő (2022. január 1.). Pont-Saint-Mard Champs, Coucy-le-Château-Auffrique, Crécy-au-Mont, Épagny és Guny községekkel határos.

## Népesség
A település népességének változása:
| Lakosok száma | 235  | 201  | 195  | 179  | 189  | 198  | 205  | 211  | 202  | 185  |
|               | 1968 | 1982 | 1990 | 2006 | 2013 | 2015 | 2017 | 2019 | 2020 | 2022 |